# Antoine Salamin

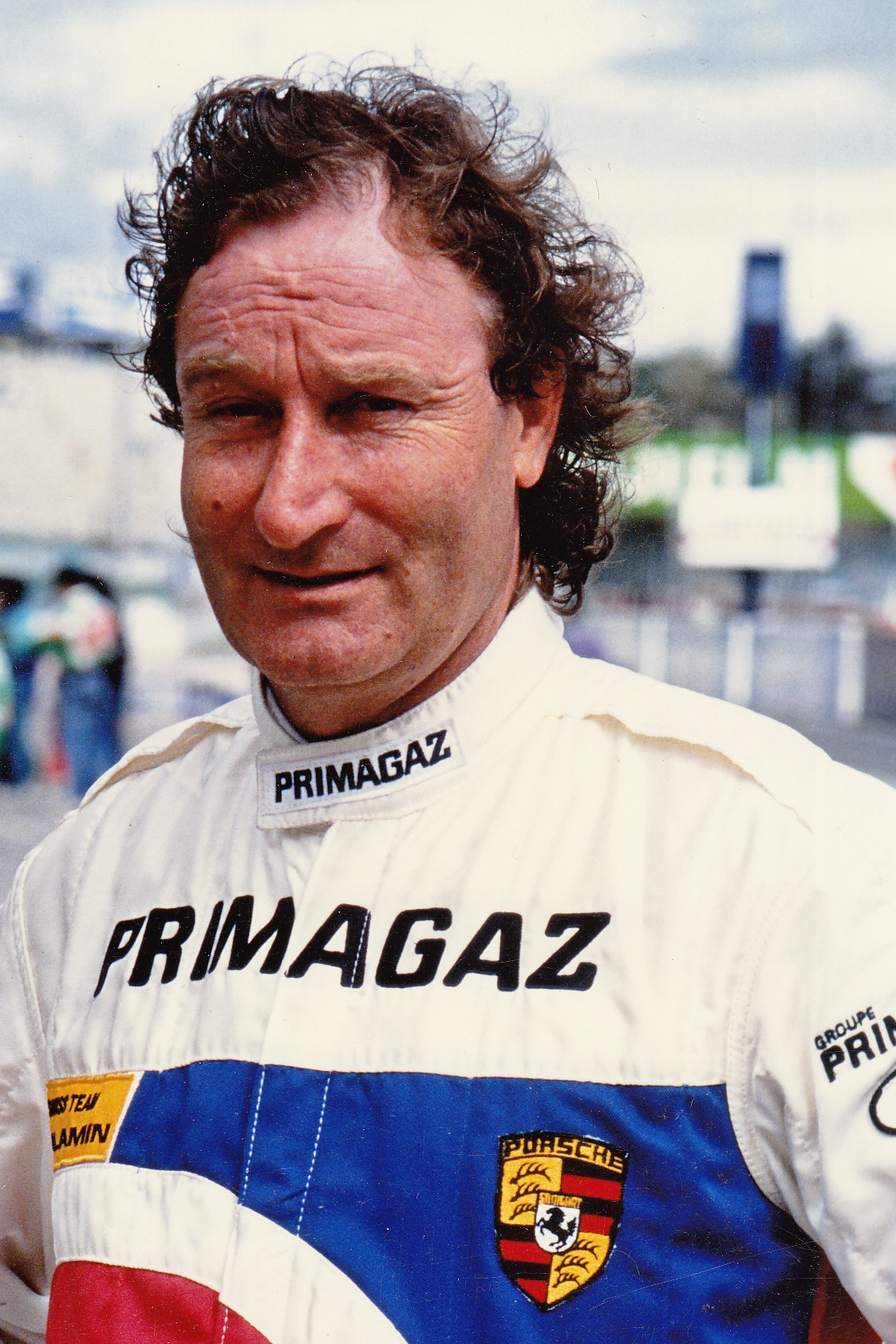
Antoine Salamin 1991

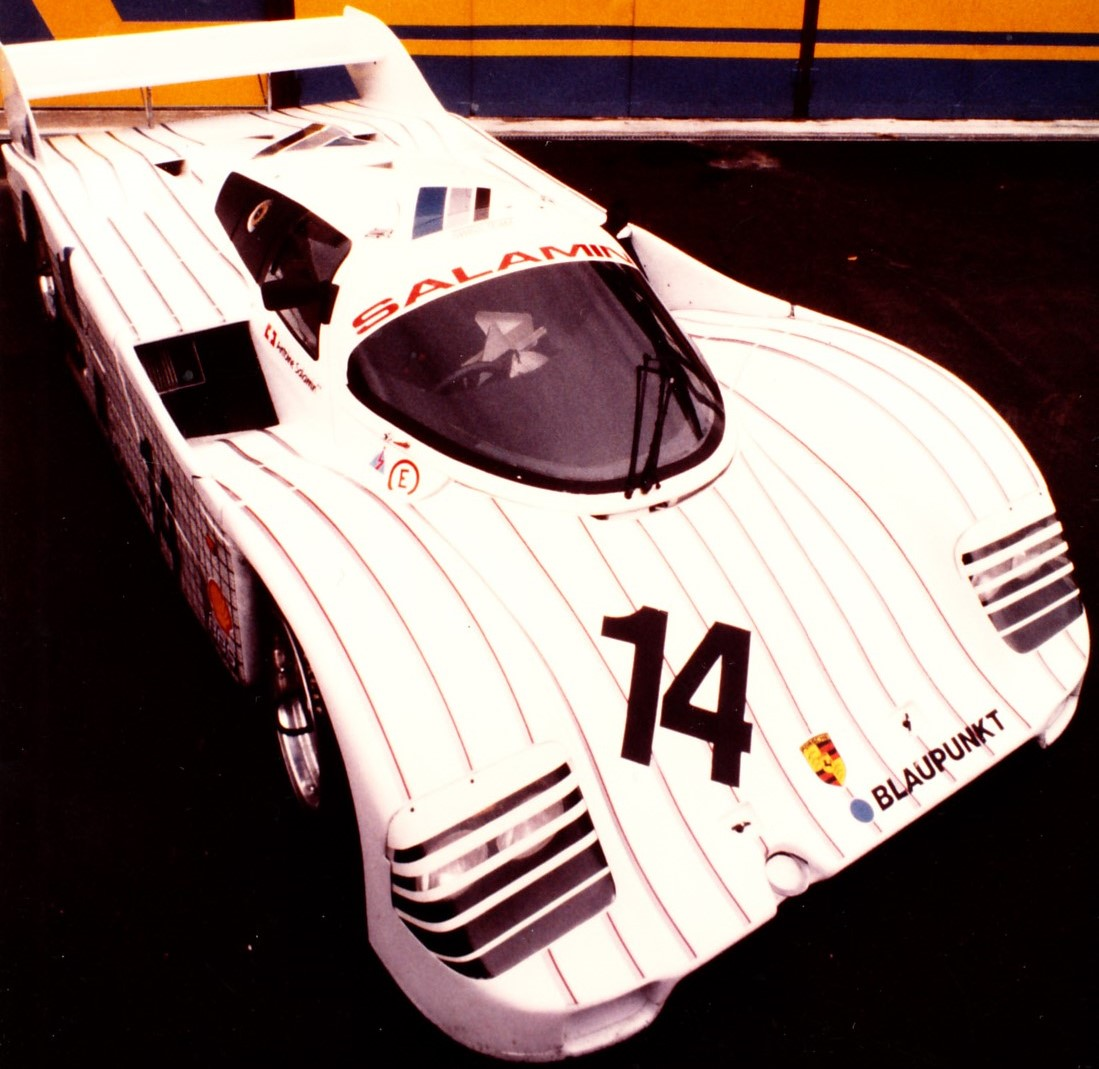
Der Salamin-Porsche 962 1987

Antoine Salamin (* 19. Dezember 1945 in Sierre) ist ein Schweizer Architekt sowie ehemaliger Autorennfahrer und Rennstallbesitzer.

## Berufliche Tätigkeit
Antoine Salamin studierte Architektur und betrieb viele Jahre ein Architekturbüro in seiner Heimatstadt Sierre.

## Karriere als Rennfahrer und Rennstallbesitzer
Antoine Salamin startete eine Fahrerkarriere im Sportwagensport. Zwischen 1977 und 1991 bestritt er 84 internationale Rennen und errang dabei fünf Gesamt- und acht Klassensiege. Neben seinen internationalen Engagements fuhr er viele Rennen bei diversen Schweizer Meisterschaften. 1985 gewann er auf einem Porsche 935 die Gesamtwertung der Schweizer Sportwagen-Meisterschaft.
Sein erstes internationales Rennen war das 24-Stunden-Rennen von Le Mans 1977, bei dem er an der Seite seiner Landsmänner André Savary und Jean-Robert Corthay auf einem Porsche 911 Carrera RS startete. Der Auftritt endete nach 211 gefahrenen Runden mit einem Schaden an der Zylinderkopfdichtung. Seinen ersten Gesamtsieg erreichte er 1981 bei einem statuslosen Rennen auf dem Hockenheimring.
1987 gründete er ein eigenes Rennteam, ging damit erst in der Interserie an den Start und organisierte dann die finanziellen Mittel, um mit dem Team Salamin 1988 eine komplette Saison in der Sportwagen-Weltmeisterschaft bestreiten zu können. Salamin mietete zwei Porsche 962 und bekam für die Saison 1991 die Unterstützung des österreichischen Flüssiggas-Unternehmens Primagaz. Seine besten Platzierungen als Fahrer bei einem Weltmeisterschaftsrennen waren die siebten Ränge beim 1000-km-Rennen von Brands Hatch 1988 (mit Giovanni Lavaggi und Jean-Denis Delétraz) sowie dem 1000-km-Rennen von Spa-Francorchamps im selben Jahr (wieder mit Lavaggi). Nach dem 430-km-Rennen auf dem Nürburgring 1991, das er gemeinsam mit Pierre Yver fuhr und bei dem er nicht klassiert wurde, beendete er sowohl die Team- als auch die Fahreraktivitäten.

## Statistik

### Le-Mans-Ergebnisse
| Jahr | Team                     | Fahrzeug               | Teamkollege      | Teamkollege         | Teamkollege | Platzierung | Ausfallgrund         |
| ---- | ------------------------ | ---------------------- | ---------------- | ------------------- | ----------- | ----------- | -------------------- |
| 1977 | GVEA Porsche Club Romand | Porsche 911 Carrera RS | André Savary     | Jean-Robert Corthay |             | Ausfall     | Zylinderkopfdichtung |
| 1978 | Joël Laplacette          | Porsche 930            | Joël Laplacette  | Yves Courage        | Gérard Vial | Ausfall     | Unfall               |
| 1991 | Team Salamin Primagaz    | Porsche 962C           | Max Cohen-Olivar | Marcel Tarrès       |             | Ausfall     | Motor überhitzt      |

### Einzelergebnisse in der Sportwagen-Weltmeisterschaft
| Saison | Team                           | Rennwagen               | 1   | 2   | 3   | 4   | 5   | 6   | 7   | 8   | 9   | 10  | 11  | 12  | 13  | 14  | 15  | 16  | 17  |
| ------ | ------------------------------ | ----------------------- | --- | --- | --- | --- | --- | --- | --- | --- | --- | --- | --- | --- | --- | --- | --- | --- | --- |
| 1978   | Heinz Schiller Joël Laplacette | Porsche 934 Porsche 930 | DAY | SEB | MUG | TAL | DIJ | SIL | NÜR | LEM | MIS | DAY | WAT | VAL | ROD |     |     |     |     |
| 1978   | Heinz Schiller Joël Laplacette | Porsche 934 Porsche 930 |     |     |     |     | 14  |     |     | DNF |     |     |     |     |     |     |     |     |     |
| 1979   | Ecurie 13                      | Porsche 930             | DAY | SEB | MUG | TAL | DIJ | RIV | SIL | NÜR | LEM | PER | DAY | WAT | SPA | BRH | ROA | VAL | ELS |
| 1979   | Ecurie 13                      | Porsche 930             |     |     |     |     |     |     |     |     |     |     | DNF |     |     |     |     |     |     |
| 1988   | Team Salamin                   | Porsche 962             | JER | JAR | MON | SIL | LEM | BRÜ | BRH | NÜR | SPA | FUJ | SAN |     |     |     |     |     |     |
| 1988   | Team Salamin                   | Porsche 962             | 9   | 15  | 9   | 7   |     | 9   | 7   | 9   | 7   |     | DNF |     |     |     |     |     |     |
| 1989   | Team Salamin                   | Porsche 962             | SUZ | DIJ | JAR | BRH | NÜR | DON | SPA | MEX |     |     |     |     |     |     |     |     |     |
| 1989   | Team Salamin                   | Porsche 962             |     | 22  |     | DNF | DNF | 16  | 16  |     |     |     |     |     |     |     |     |     |     |
| 1990   | Team Salamin                   | Porsche 962             | SUZ | MON | SIL | SPA | DIJ | NÜR | DON | MOT | MEX |     |     |     |     |     |     |     |     |
| 1990   | Team Salamin                   | Porsche 962             |     | 16  |     | 21  | 22  | 20  | 19  | 16  | DNF |     |     |     |     |     |     |     |     |
| 1991   | Team Salamin                   | Porsche 962             | SUZ | MON | SIL | LEM | NÜR | MAG | MEX | AUT |     |     |     |     |     |     |     |     |     |
| 1991   | Team Salamin                   | Porsche 962             | 9   | DNF | DNF | DNF | 10  |     |     |     |     |     |     |     |     |     |     |     |     |